# Martin Wolff
Martin Wolff  né le 26 septembre 1872 à Berlin, mort le 20 juillet 1953 à Londres, est un professeur de droit à l'Université de Berlin en Allemagne. En 1934, il est démis  de son poste par les nazis et pour ces raisons il émigre en Grande-Bretagne, et obtient un poste à l' Université d' Oxford. Spécialiste en droit international privé et en droit de propriété, il écrit de nombreux ouvrages en allemand et en anglais.

## Récompenses
- 1952: Ordre du Mérite de la République fédérale d'Allemagne
- 1952: Honorary Doctor of Civil Law délivré par l'Université d'Oxford

## Publications
- 1957 - Sachenrecht: ein Lehrbuch (réédition)
- 1950 - Traité de droit comparé
- 1908 - Lehrbuch des bürgerlichen Rechts